# Nobuyuki Tsujii

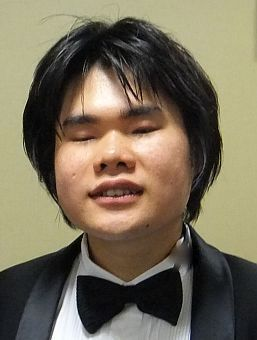
Nobuyuki Tsujii, 2012

Nobuyuki Tsujii (jap. 辻井 伸行, Tsujii Nobuyuki; * 13. September 1988 in Tokio) ist ein klassischer japanischer Pianist und Komponist.

## Leben
Tsujii wurde infolge von Mikrophthalmie blind geboren und zeigte bereits in frühester Kindheit musikalische Begabung. Er spielte mit zwei Jahren Jingle Bells auf dem Kinderpiano, nachdem er die gesungene Melodie gehört hatte. Im Alter von vier Jahren begann seine musikalische Ausbildung, mit zehn Jahren hatte er bereits sein Bühnendebüt mit den Osaka-Century-Symphonikern. Mit zwölf Jahren spielte er in der Suntory Hall von Tokio, 2011 in der Carnegie Hall. Von 2007 bis 2011 studierte er an der Ueno-Gakuen-Universität. Im Oktober 2007 veröffentlichte er sein erstes Album Début, das bis Juli 2009 über 190.000 Mal verkauft wurde.
2009 war Tsujii gemeinsam mit Haochen Zhang der erste asiatische Gewinner der Van Cliburn International Piano Competition und zudem der erste blinde Gewinner dieses Wettbewerbs. Während der 17-tägigen Ausscheidung spielte er unter anderem Beethovens Klaviersonate Nr. 29 und in der Finalrunde Chopins 1. Klavierkonzert und zwei Tage später Rachmaninows 2. Klavierkonzert. Daraufhin stieg Ende Juni sein Debütalbum erneut in die Oricon-Charts mit mehr als 17.000 verkauften Einheiten auf Platz 8 ein.
Tsuji komponiert auch. Nach der Nuklearkatastrophe von Fukushima 2011 schrieb er das Klavierstück „Elegy for the Victims of the Tsunami of March 11, 2011“ (それでも、生きていく, Soredemo, ikiteiku, Noch am Leben). Sein Auftritt mit diesem Stück wurde im Internet bis 2021 von über 35 Millionen Menschen angesehen.

## Diskographie
- Début, Avex Classics, 24. Oktober 2007

## Filmographie
- 2010: A Surprise in Texas
- 2012: Nobuyuki Tsujii: Live at Carnegie Hall
- 2014: Touching the Sound: The Improbable Journey of Nobuyuki Tsujii